# 新边塞诗派
新边塞诗派诗歌出现于1980年代，新边塞诗派诗歌的形成是以《绿风》诗刊为刊载媒介发表诗歌的诗人群不断壮大的结果。
20世纪80年代，新疆生产建设兵团诗歌成为一个在全国有影响力的诗歌流派即“新边塞诗派”。新疆生产建设兵团的“新边塞诗”起源于进疆部队军旅诗人创作的诗歌。在六十年的发展中，新疆生产建设兵团产生了许多优秀的诗人和诗歌。“新边塞诗派”是历史上西域边塞诗的继续。“新边塞诗派”在二十世纪五六十年代兴起，20世纪80年代达到高潮，20世纪90年代衰落。“新边塞诗派”的兴起、形成、高潮与衰落有一定的发展规律，既与新疆生产建设兵团社会成员的军人身份有密切关系，也与时代社会的发展关系。
新边塞诗派以诗歌作品描述新边塞风情，歌颂西部精神为主，其代表人物是昌耀、杨牧、周涛、李瑜_(诗人)、章德益等现代诗人。

## 相关连接
- 中国诗歌库
- 中国诗歌史（页面存档备份，存于）